# Pentaceration magna
Pentaceration magna là một loài chân đều trong họ Paramunnidae. Loài này được Just miêu tả khoa học năm 2011.